# Butlers Anglerfisch
Butlers Anglerfisch (Tathicarpus butleri) ist eine maximal 14 Zentimeter lange Fischart aus der Familie der Anglerfische (Antennariidae).

## Verbreitung
Die Fische leben im tropischen, westlichen Pazifik an der Küste des nördlichen Australien, an der Südküste des östlichen Neuguinea, in der Arafurasee und im Golf von Carpentaria. Sie halten sich in Tiefen von 0 bis 140 Metern, zwischen Geröll, Tangen und dichten Algenbeständen auf.

## Merkmale
Butlers Anglerfisch ist weißlich bis hellgrau gefärbt mit großen gelben Flecken auf den Körperseiten und dem Schwanzstiel und dicht mit zweigelappten Hautstacheln besetzt. Die Membran zwischen den Flossenstrahlen ist transparent. Das proximale (zum Rumpf hin gelegene) Ende des zweiten Brustflossenstrahls ist reduziert und nicht mit dem Brustflossengelenk verbunden. Der Schwanzstiel ist, verglichen mit dem anderer Anglerfische, relativ lang. Alle Schwanzflossenstrahlen sind unverzweigt. Die Angel (Illicium) ist dünn, lang und nicht bestachelt. Sie erreicht eine Länge von 24 bis 47 % der Standardlänge. Der Köder (Esca) ist blattförmig. Butlers Anglerfisch hat keine Schwimmblase. Pseudobranchien sind vorhanden. Das Ectopterygoid ist Y-förmig, während es bei allen anderen Anglerfischen T-förmig ist. Die erste Epibranchiale (der zweite Knochen von oben des ersten Kiemenbogens) ist mit 8 bis 11 in einer Reihe angeordneter Zähnchen bestückt, die direkt auf dem Knochen sitzen und nicht durch eine separate Zahnplatte von diesem getrennt sind.
- Flossenformel: Dorsale 10–11, Anale 7, Pectorale 6–7.[2]

## Systematik
Gattung und Art wurden im Jahr 1907 durch den australischen Ichthyologen James Douglas Ogilby erstmals wissenschaftlich beschrieben. Die Art wurde nach Graham Butler, ihrem Entdecker, benannt. Synonyme sind Tathicarpus appeli und Tathicarpus muscosus. Beide Synonymbeschreibungen stammen ebenfalls von Ogilby. Butlers Anglerfisch wird der Familie Antennariidae zugeordnet, die zu den Armflossern (Lophiiformes) gehört. Morphologisch und genetisch sind die Unterschiede zu anderen Anglerfischen jedoch relativ groß. Für Butlers Anglerfisch wurde deshalb im März 2022 eine eigenständige, monotypische Familie eingeführt, die Tathicarpidae, die 2025 zu einer Unterfamilie der Anglerfische herabgestuft wurde. Die Tathicarpinae sind die Schwestergruppe der Lophichthyinae, die ebenfalls monotypisch ist.